# Esqarial
Esqarial ist eine Technical-Death-Metal-Band aus Breslau (Polen), die im Jahr 1991 gegründet wurde.

## Geschichte
Die Band wurde im Jahr 1991 gegründet. Nach einigen Proben veröffentlichten sie ein Jahr später ihr erstes Live-Demo namens Refuse. Jedoch war dieses bedingt durch die Liveaufnahme nur von schlechter Qualität. Im Jahre 1994 wurde dann ein weiteres Demo namens A Conspiracy of Silence im Breslauer Digital Studio aufgenommen. Das Demo enthielt dieselben Lieder wie bereits Refuse, hatte jedoch durch die besseren Aufnahmemöglichkeiten eine bessere Qualität und zudem hatten einige Besetzungswechsel stattgefunden. Veröffentlicht wurde das Demo über Baron Records. Durch das Demo konnte die Band zunehmend Aufmerksamkeit erreichen. Es folgten Auftritte zusammen mit Acid Drinkers, Betrayer, Dragon und Magnus.
Nach der Veröffentlichung dieses Demos fanden erneut Wechsel in der Besetzung an Gitarre und Schlagzeug statt. Ende des Jahres 1997 begannen die Aufnahmen zu ihrem Debütalbum Amorphous im Fonoplastykon Studio. Das Album wurde 1998 über Pagan Records veröffentlicht. Im Jahre 1999 arbeitete die Band bereits an neuem Material, jedoch konnten die Aufnahmen aus finanziellen Gründen erst im Jahre 2000 stattfinden. Die Aufnahmen fanden erneut im Fonoplastykon Studio statt. Im Juni 2001 unterschrieb die Band einen Vertrag bei dem polnischen Label Empire Records und sie veröffentlichten Discoveries noch im selben Jahr.
Bei dem Label wurden im Jahre 2002 mit Inheritance und 2004 mit Klassika noch zwei weitere Alben veröffentlicht.
Das im Jahr 2008 erschienene Album Burned Ground Strategy wurde über Propaganda Promotion herausgebracht.

## Stil
Der Stil der Stücke ist vergleichbar mit den Werken von Death oder Sceptic, wobei Esqarial jedoch technisch nicht ganz so anspruchsvoll ist. Charakteristisch ist zudem auch die Verwendung von progressiven Elementen sowie schnell gespielten Blastbeats.

## Diskografie
- 1992: Refuse (Live-Demo, Eigenveröffentlichung)
- 1994: A Conspiracy of Silence (Demo, Baron Records)
- 1998: Amorphous (Album, Pagan Records)
- 2001: Discoveries (Album, Empire Records)
- 2002: Inheritance (Album, Empire Records)
- 2004: Klassika (Album, Empire Records)
- 2008: Burned Ground Strategy (Album, Propaganda Promotion)